# James Schuyler
James Marcus Schuyler (* 9. November 1923 in Chicago, Illinois; † 12. April 1991 in Manhattan, New York City, New York) war ein US-amerikanischer Lyriker, der 1981 für seinen Gedichtband The Morning of the Poem den Pulitzer-Preis für Dichtung erhielt.

## Leben
Schuyler, Sohn des Reporters Marcus James Schuyler und dessen Ehefrau Margaret Daisy Connor Schuyler, absolvierte zwischen 1941 und 1943 ein Studium am Bethany College und leistete im Anschluss von 1943 bis 1947 seinen Militärdienst in der US Navy auf einem Zerstörer im Atlantischen Ozean. Nach seiner Rückkehr ließ er sich in New York City nieder und arbeitete zwischen 1955 und 1961 als Kurator der Wechselausstellungen des dortigen Museum of Modern Art (MoMA). Er zählte zur ersten Generation neben John Ashbery, Kenneth Koch, Frank O’Hara und Barbara Guest der New York School of Poets und erhielt ein Guggenheim-Stipendium. 1958 erschien mit Alfred and Guinevere sein erstes Buch und gehörte zu den Autoren, die in dem 1960 von Donald Allen herausgegebenen Sammelband The New American Poetry 1945–1960 veröffentlicht wurden. 1972 wurde er Fellow des National Endowment for the Arts (NEA), einer 1965 im Zuge der Great Society gegründeten staatlichen Stiftung zur Förderung von Kunst und Kultur mit Sitz in Washington, D.C.
Für seinen 1980 erschienenen Gedichtband The Morning of the Poem erhielt Schuyler 1981 den Pulitzer-Preis für Dichtung. Schuyler verstarb am 12. April 1991 an den Folgen eines Schlaganfalls. 1997 erschien posthum der gemeinsam mit John Ashbery verfasste Roman A Nest of Ninnies. Die ebenfalls postu veröffentlichten gesammelten Gedichte wurden 1994 mit dem Lambda Literary Award ausgezeichnet.

## Veröffentlichungen
- Alfred and Guinevere, 1958
- Salute, 1960
- May 24th or So, 1966
- Freely Espousing, 1969
- A Sun Cab, 1972
- The Crystal Lithium, 1972
- Hymn to Life, 1974
- Song, 1976
- The Firepoof Floors of Whitley Court, English Songs and Dances, 1976
- The Home Book, Prose and Poems, 1977
- The Morning of the Poem, 1980
- A Few Days, 1985
- Collected Poems, posthum, 1993
- A Nest of Ninnies, Mitautor John Ashbery, posthum 1997

## Hintergrundliteratur
- Barbara Honrath: Die New York poets und die bildende Kunst, Dissertation Universität Bonn, Verlag Königshausen und Neumann, Würzburg 1994, ISBN 978-3-88479-872-0
- Nathan Kernan: The diary of James Schuyler, Black Sparrow Press, Santa Rosa 1997, ISBN 1-5742-3025-5